# Rebecca Gayheart
Rebecca Gayheart (Hazard, 12 augustus 1971) is een Amerikaanse actrice.

## Biografie
Gayheart werd geboren in Hazard in de staat Kentucky en werd een paar dorpjes verderop opgevoed. Toen ze 15 jaar was verhuisde ze naar New York. Hier begon haar carrière. Ze begon te acteren en werd ook model. In het begin van de jaren 1990 was ze in veel reclamespotjes te zien.
Ze werd voor het eerst opgemerkt toen ze een gastrol kreeg in een aantal afleveringen van de serie Beverly Hills, 90210 in 1995. Van 1996 tot 2002 speelde ze in een reeks tienerfilms en daarna voornamelijk in series.
Ze trouwde op 29 oktober 2004 met acteur Eric Dane. Samen hebben ze twee dochters.

## Problemen met de wet
Op 13 juni 2001 reed Rebecca rond in Hollywood. Ze reed harder dan was toegestaan en reed per ongeluk de negenjarige Jorge Cruz jr. aan. Hij overleed de volgende dag.

## Filmografie (selectie)
- 1992-1993: Loving
- 1997: Nothing to Lose
- 1997: Scream 2
- 1998: Urban Legend
- 1999: Jawbreaker
- 2000: From Dusk Till Dawn 3: The Hangman's Daughter
- 2000: Urban Legends: Final Cut
- 2001: Harvard Man
- 2003-2004: Dead Like Me